# ジェラール・ジュネット

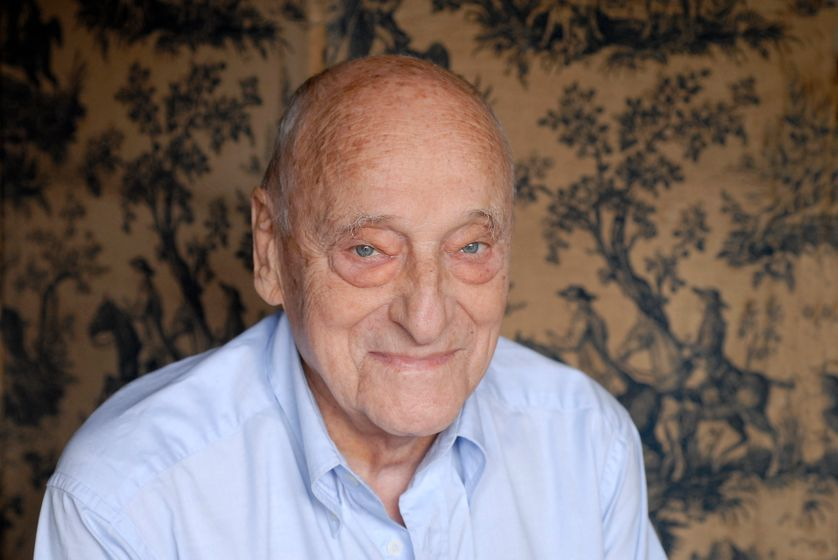
ジェラール・ジュネット

ジェラール・ジュネット（Gérard Genette、1930年6月7日 - 2018年5月11日）は、フランスの文学理論家。
パリ生まれ。1954年に高等師範学校で高等教育教授資格を取得して教職に就き、1967年から定年まで社会科学高等研究院に勤めた。文学作品を客体的なテクストとして捉えた上で、言語学や記号学、修辞学の成果を採り入れながら、テクストの文学性を解明していった。

## 著書
日本語訳のみ
- 『物語のディスクール 方法論の試み』花輪光・和泉涼一訳 書肆風の薔薇 叢書記号学的実践 1985
- 『物語の詩学 続・物語のディスクール』和泉涼一・神郡悦子訳 書肆風の薔薇 叢書記号学的実践 1985
- 『アルシテクスト序説』和泉涼一訳 書肆風の薔薇 叢書記号学的実践 1986
- 『フィギュール』全3冊 / 花輪光監訳 書肆風の薔薇 叢書記号学的実践 1987-91
- 『ミモロジック 言語的模倣論またはクラテュロスのもとへの旅』花輪光監訳 書肆風の薔薇 叢書記号学的実践 1991
- 『フィギュール』平岡篤頼・松崎芳隆訳 未來社 ポイエーシス叢書 1993
- 『パランプセスト 第二次の文学』和泉涼一訳 水声社 叢書記号学的実践 1995
- 『スイユ : テクストから書物へ』和泉涼一訳 水声社 叢書記号学的実践 2001
- 『フィクションとディクション ジャンル・物語論・文体』和泉涼一・尾河直哉訳　叢書記号学的実践 2004
- 『芸術の作品 1 (内在性と超越性) 』和泉涼一訳. 水声社 2013